# عجمنوة (حديبو)

تعديل مصدري - تعديل

عجمنوة هي إحدى قرى مديرية حديبو التابعة لمحافظة سقطرى، بلغ تعداد سكانها 14 نسمة حسب تعداد اليمن لعام 2004.